# Russell Cooper
Theo Russell Cooper (né le 4 février 1941 à Brisbane) est un ancien homme politique australien membre du Parti national. Il a été le 33e premier ministre du Queensland pendant une période de 73 jours, du 25 septembre au 7 décembre 1989. La perte des élections de 1989 a mis fin à 32 ans de règne continu du Parti national sur le Queensland,
. 

## Biographie
Cooper, un éleveur de bétail, a suivi le chemin habituel dans le Parti national, s'impliquant au sein du Conseil du Comté de Bendemere avant d'être élu au siège de Roma en 1983. Au moment de l'élection de Cooper, le Queensland était dirigé depuis 15 ans par le premier ministre Joh Bjelke-Petersen. 
À la fin des années 1980, le gouvernement inexpugnable de Bjelke-Petersen commençait à voir son image faiblir à la suite de la tentative malheureuse de Bjelke-Petersen de se lancer dans la politique fédérale et à la création de la Commission d'enquête Fitzgerald sur la corruption de la police, qui mettait en cause un grand nombre de personnalités gouvernementales et policières. En décembre 1987, le Parti national remplaça Bjelke-Petersen comme chef de file du Parti et comme premier ministre par Mike Ahern. Ahern a pris Cooper dans son gouvernement dans le cadre d'un afflux au nouveau gouvernement de jeunes parlementaires qui n'avaient pas été associés à l'ancien Cabinet. Cooper a reçu le portefeuille difficile des services pénitentiaires. 
Ahern était un leader très différent de Bjelke-Petersen. Sa modération et sa volonté de consensus ont été un rude choc pour de nombreux ressortissants après la légendaire marche en force de son prédécesseur. Un Bjelke-Petersen aigri travailla publiquement à saper et à déstabiliser la direction du Parti national et il pouvait compter encore sur la fidélité de nombreux partisans. 
Au début de 1989, Cooper fut promu ministre de la police, un autre portefeuille difficile qui était au cœur de la crise associée à l'enquête Fitzgerald. Cette promotion a été considérée comme une tentative par Ahern d'effacer la honte laissée par l'enquête Fitzgerald. Le résultat cependant, fut de placer Cooper parmi les membres du gouvernement mécontent de M. Ahern. Cooper fut promu vice-leader du parti, en particulier pour renforcer le vote en faveur du Parti national dans les zones rurales conservatrices. Se présentant comme un leader fort, plus proche du modèle Bjelke-Petersen, Cooper lança un défi de leadership à Ahern et, le 25 septembre, fut choisi par les adhérents comme nouveau premier ministre.
Les trois grands partis politiques du Queensland avaient changé de dirigeants en 1989 - en plus des Nationaux, les Libéraux étaient maintenant menés par Angus Innes et le Parti travailliste par Wayne Goss. Cooper appréciait moins les réformes proposées par Fitzgerald qu'Ahern et cessa leur mise en œuvre. Bien que la loi instituant la Commission de justice pénale (CJC) ait été adoptée sur proposition de Cooper, ce dernier eut par la suite des relations conflictuelles avec elle. Si les origines de Cooper aient eu quelques effets positifs sur l'électorat rural, la dégradation de l'image du Parti National continuait. 
Cooper mena le Parti national aux élections de 1989 avec les méthodes traditionnelle du parti, mettant l'accent sur la loi et l'ordre, le conservatisme social et en décochant ses attaques contre le gouvernement travailliste fédéral. Les Nationaux utilisèrent un certain nombre de publicités controversées, dont l'une alléguait que le projet de l'opposition travailliste de décriminaliser l'homosexualité conduirait à un afflux de gays des États du Sud vers le Queensland. Ces publicités provoquèrent en réaction des publicités satiriques Travaillistes où l'on représentait Cooper comme un réactionnaire aux yeux fous. Goss remporta l'élection avec une large majorité et Cooper devint chef de l'opposition. 
Le poste de Cooper en tant que chef de l'opposition prit fin en 1991, lorsque des allégations furent faites dans le Courier-Mail, qu'un grand nombre de parlementaires de toutes les partis avaient abusé de leurs droits aux voyages. La CJC ouvrit une enquête et, bien que les noms de ceux soumis à enquête, aient été supprimées, il était devenu évident à travers des indices publiés que l'un d'eux était Cooper. Le 9 décembre, Cooper annonça qu'une enquête était ouverte sur lui pour le financement d'un voyage à l'île Hamilton avec sa femme, remboursa le coût du voyage et démissionna de son chef de file du Parti national. Cela fut largement perçu comme une tactique visant à faire honte aux hauts responsables gouvernementaux, comme Terry Mackenroth. Cooper fut remplacé en tant que chef des Nationaux par Rob Borbidge. La CJC a ensuite blanchi Cooper d'irrégularité. 
À la suite du redécoupage électoral qui a suivi la loi visant à corriger le système électoral du Queensland qui favorisait les zones rurales, Cooper est devenu député de Crows Nest à l'élection de 1992. Il est revenu dans le gouvernement fantôme en novembre de la même année avec le poste de ministre de la police. En février 1996, lorsque Borbidge forma un gouvernement minoritaire après avoir remporté élection partielle très serrée à Mundingburra, Cooper fut nommé ministre de la police, des services judiciaires et des courses. 
Peu après, Cooper fut mis en cause dans ce qui deviendra le scandale du gouvernement Borbidge, quand il fut révélé que lors de la campagne pour l'élection à Mundingburra, Borbidge et Cooper avaient passé un accord secret avec l'Union de police du Queensland garantissant à celle-ci l'abrogation des mesures impopulaires du gouvernement Goss, lui accordant un droit de veto sur les nominations de police et un financement accru de la police en échange d'un don de 20 000 dollars australiens pour la campagne électorale. Cette relation étroite a rappelé dans le pays de nombreux souvenirs de l'époque Bjelke-Petersen, où les relations entre exécutif et services de police étaient (parfois indument) proches. Lorsque l'affaire aboutit à une enquête par la CJC (enquête Carruthers), Cooper a conduit de violentes attaques contre elle et son indépendance. Cooper ignora les demandes répétées de l'opposition de démissionner. 
En 1998, le gouvernement Borbidge perdit la majorité et le travailliste Peter Beattie devint premier ministre. Cooper est devenu  ministre fantôme des Industries primaires mais a quitté le gouvernement en décembre 1999. Il se retira du Parlement aux élections régionales de 2001. 

## Sources
- (en) Cet article est partiellement ou en totalité issu de l’article de Wikipédia en anglais intitulé « Russell Cooper » (voir la liste des auteurs).